# Gerd Seidel (Jurist)
Gerd Seidel (* 27. Januar 1943) ist ein deutscher Rechtswissenschaftler und Hochschullehrer.

## Leben und Werk
Seidel studierte Rechtswissenschaften und legte 1968 sein Erstes Juristisches Staatsexamen ab. 1971 wurde er von der Humboldt-Universität zu Berlin mit der Schrift Definition des Begriffs der militärischen Aggression zum Dr. iur. promoviert. 1980 habilitierte er sich und war ab 1983 Professor für Völkerrecht an der Humboldt-Universität Berlin. Ab 1991 hatte er den ordentlichen Lehrstuhl für Öffentliches Recht, Völker- und Europarecht an der HU Berlin inne. 2008 wurde er emeritiert.
Seidel forschte insbesondere zum Staatsrecht und zum Völkerrecht, auch mit Bezügen zum Ausländerrecht. Als sein Hauptwerk ist das Handbuch der Grund- und Menschenrechte auf staatlicher, europäischer und universeller Ebene anzusehen, in dem er den Menschenrechtsschutz auf nationaler, europäischer und internationaler Ebene anhand des Grundgesetzes, der EMRK, des UN-Zivilpaktes und der jeweils dazu ergangenen Rechtsprechung des Bundesverfassungsgerichtes vergleicht.

## Schriften (Auswahl)
- Definition des Begriffs der militärischen Aggression. Verlag der Humboldt-Universität, Berlin 1971 (Dissertation).
- Verhältnis von Völkerrecht und innerstaatlichem Recht. Staatsverlag der Deutschen Demokratischen Republik, Berlin 1985.
- Handbuch der Grund- und Menschenrechte auf staatlicher, europäischer und universeller Ebene. Nomos, Baden-Baden 1996, ISBN 978-3-7890-4523-3.